# Dere virescens
Dere virescens là một loài bọ cánh cứng trong họ Cerambycidae.